# Завидинце
Завидинце или Завидинци (на сръбски: Завидинце или Zavidince) е село в Сърбия, община Бабушница. В 2002 година селото има 714 жители.

## История
В 1879 година Завидинци има 96 домакинства.
При избухването на Балканската война в 1912 година един човек от Завидинце е доброволец в Македоно-одринското опълчение.

## Личности
Родени в Завидинце
- Димитър Димитру (1882 – ?), македоно-одрински опълченец, Солунски доброволчески отряд[3]